# Slurfhondjes
Slurfhondjes (Rhynchocyon) zijn een geslacht van zoogdieren die behoren tot de orde springspitsmuizen (Macroscelidea). De wetenschappelijke naam van de groep werd voor het eerst voorgesteld door Wilhelm Peters in 1847.

## Uiterlijke kenmerken
Slurfhondjes hebben lange poten, een lange neus en een lange, nauwelijks behaarde staart met een witte band. Het zijn de grootste springspitsmuizen ter wereld. De vier soorten verschillen in grootte en vachtkleur.

## Leefwijze
Ze leven in natte habitats en eten ongewervelden als insecten, spinnen en regenwormen, die gevangen worden door door de bodem te wroeten met hun poten en neus. Ze bouwen nesten van bladeren boven kleine gegraven gaten in de grond. In hun territorium bouwen de dieren minstens tien dergelijke constructies. Het territorium is gemiddeld ongeveer 1,7 ha groot, maar de omvang verschilt per soort.

## Evolutie
Slurfhondjes zijn sinds het Vroeg-Mioceen, ongeveer 25 miljoen jaar geleden, bekend en zijn sindsdien nauwelijks veranderd. Er bestaan verschillende fossiele soorten, waaronder Rhynchocyon clarkei Butler & Hopwood, 1957 uit het Vroeg-Mioceen van Kenia, Rhynchocyon rusingae Butler, 1969 en Rhynchocyon pliocaenicus uit het Plioceen van Tanzania. Voor deze soorten is ook de geslachtsnaam Miorhynchocyon gebruikt, maar die wordt nu als een synoniem van Rhynchocyon beschouwd.

## Verspreidingsgebied

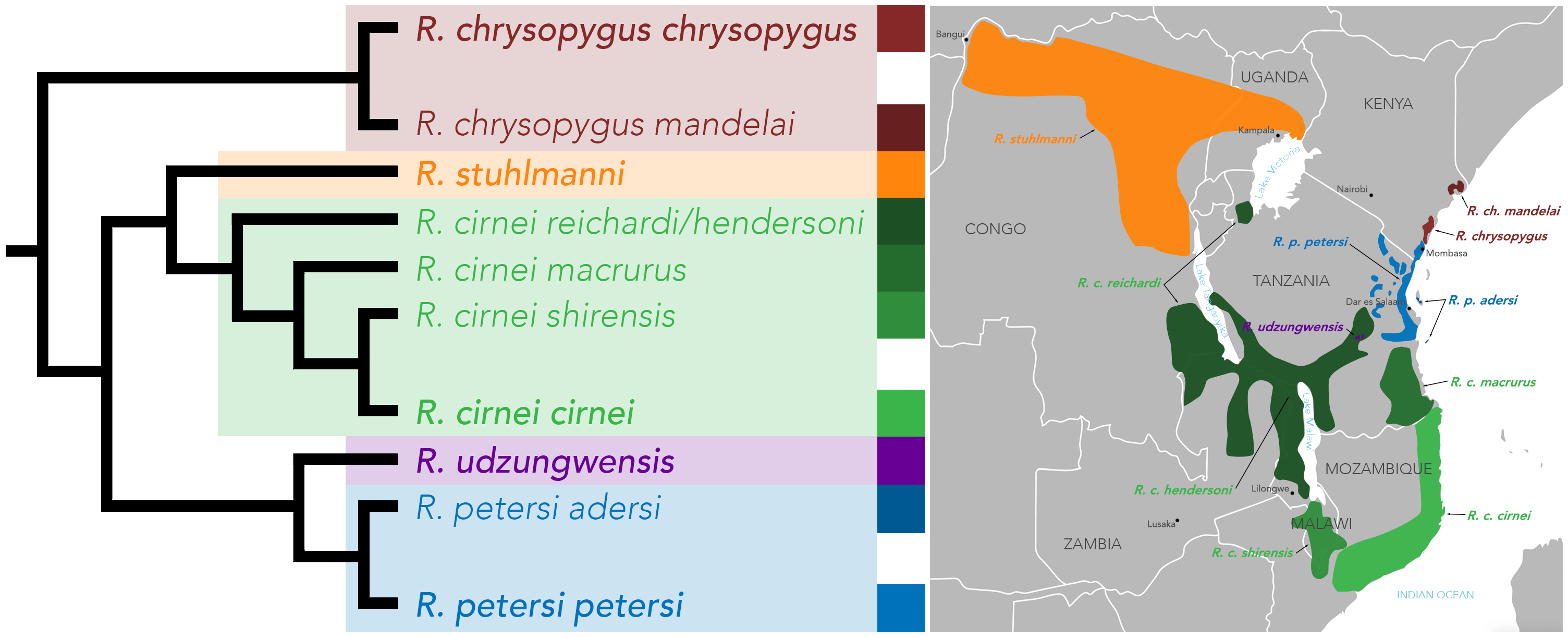
Verspreidingsgebieden van:
Goudstuitslurfhondje (Rhynchocyon chrysopygus)
Gevlekt slurfhondje (Rhynchocyon cirnei)
Steppeslurfhondje (Rhynchocyon petersi)
Rhynchocyon stuhlmanni
Rhynchocyon udzungwensis

De verschillende soorten komen voor in delen van midden en oostelijk Afrika en leven in de landen Congo-Kinshasa, Kenia, Malawi, Mozambique, Oeganda, Tanzania en Zambia, mogelijk in de Centraal-Afrikaanse Republiek. Slurfhondjes vormen het enige geslacht van de onderfamilie Rhynchocyoninae.

## Soortenlijst
Het geslacht omvat vijf moderne vertegenwoordigers:
| Afbeelding | Naam                                                         | Verspreidingsgebied                                                   | IUCN-status |
| ---------- | ------------------------------------------------------------ | --------------------------------------------------------------------- | ----------- |
|            | Rhynchocyon chrysopygus Günther, 1881 – Goudstuitslurfhondje | Kenia                                                                 |             |
|            | Rhynchocyon cirnei Peters, 1847 – Gevlekt slurfhondje        | Congo-Kinshasa, Malawi, Mozambique, Tanzania, Zambia                  |             |
|            | Rhynchocyon petersi Bocage, 1880 – Steppeslurfhondje         | Kenia, Tanzania                                                       |             |
|            | Rhynchocyon stuhlmanni Matschie, 1893                        | Congo-Kinshasa, Oeganda, mogelijk in de Centraal-Afrikaanse Republiek |             |
|            | Rhynchocyon udzungwensis Rathbun & Rovero, 2008              | Tanzania                                                              |             |